# Muscolo procero
Nell'anatomia umana il muscolo procero è un muscolo della parte superiore del naso.

## Anatomia
Si tratta di un muscolo mimico (che cambia l'espressione del viso), un fascio carnoso sottocutaneo che mobilizza la parte molle del naso. Gli altri muscoli mimici del naso sono il muscolo nasale e il depressore del setto;il procero è innervato dal VII nervo cranico.

## Funzioni
Quando si contrae si mostrano alcune rughe vicino alla radice del naso. Inoltre è coinvolto nella tipica espressione dell'aggrottare le sopracciglia quando una persona riflette.